# Zombie EP
Zombie EP är det amerikanska metalcore-bandet The Devil Wears Pradas första EP, släppt den 24 augusti 2010 genom skivbolaget Ferret Music.

## Låtlista
| Nr           | Titel        | Längd |
| ------------ | ------------ | ----- |
| 1.           | Escape       | 4:35  |
| 2.           | Anatomy      | 3:42  |
| 3.           | Outnumbered  | 4:37  |
| 4.           | Revive       | 4:55  |
| 5.           | Survivor     | 4:32  |
| Total längd: | Total längd: | 21:01 |